# 対人地雷の製造の禁止及び所持の規制等に関する法律
対人地雷の製造の禁止及び所持の規制等に関する法律（たいじんじらいのせいぞうのきんしおよびしょじのきせいとうにかんするほうりつ、平成10年10月7日法律第116号）は、対人地雷に関する法律で、対人地雷の使用、貯蔵、生産及び移譲の禁止並びに廃棄に関する条約に対する一般法である。
法律では対人地雷を「人の存在、接近又は接触によって爆発するように設計された地雷」と定義している。

## 主務官庁
- 経済産業省製造産業局航空機武器宇宙産業課

外務省総合外交政策局軍縮不拡散・科学部不拡散・科学原子力課並びに国際法局条約課、警察庁生活安全局保安課、防衛省陸上自衛隊補給統制本部と連携して執行にあたる。

## 構成
- 第1章 総則（第1条・第2条）
- 第2章 対人地雷の製造の禁止（第3条）
- 第3章 対人地雷の所持等の規制（第4条~第15条）
- 第4章 国際連合事務総長の指定する者の検査等（第16条）
- 第5章 雑則（第17条~第21条）
- 第6章 罰則（第22条~第28条）
- 附則

## 処罰される行為
- 対人地雷製造罪（第22条） - 対人地雷を製造した者は、7年以下の懲役又は300万円以下の罰金に処する。未遂罪も同様に処する。
- 対人地雷所持罪（第23条） - 対人地雷をみだりに所持した者は、7年以下の懲役又は300万円以下の罰金に処する。
- 対人地雷所持許可者無許可変更罪（第25条） - 対人地雷所持許可者として無許可で所持の目的及び方法の事項を変更した者は、1年以下の懲役又は50万円以下の罰金に処する。
- 対人地雷所持許可者廃棄等拒否罪（第25条） - 対人地雷所持許可者として所持要件を満たさなくなった場合に破棄又は引き渡しを拒否した者は、1年以下の懲役又は50万円以下の罰金に処する。
- 対人地雷所持許可者無届等廃棄等罪（第26条） - 対人地雷所持許可者として所持要件を満たさなくなった場合に破棄又は引き渡しにおいて経済産業大臣への無届又は虚偽の届出は、30万円以下の罰金に処する。
- 対人地雷所持許可者虚偽等帳簿罪（第26条） - 対人地雷所持許可者として所持に係る対人地雷に関する事項を記載する帳簿を備えず、又は帳簿に記載せず、若しくは虚偽の記載をした者は、30万円以下の罰金に処する。
- 対人地雷所持許可者帳簿保存違反罪（第26条） - 対人地雷所持許可者として所持に係る対人地雷に関する事項を記載する帳簿を保存しなかった者は、30万円以下の罰金に処する。
- 検査等命令違反罪（第26条） - 国際連合事務総長指定者又は経済産業大臣の検査命令に違反した対人地雷所持許可者等は、30万円以下の罰金に処する。
- 対人地雷所持許可者氏名等変更無届等罪（第28条） - 対人地雷所持許可者として氏名等[1]を変更において無届又は虚偽の届出をした者は、20万円以下の過料に処する。